# Acentrella fenestrata
Acentrella fenestrata is een haft uit de familie Baetidae. De wetenschappelijke naam van de soort is voor het eerst geldig gepubliceerd in 1963 door Kazlauskas.
De soort komt voor in het Palearctisch gebied.